# Edith Grotkop
Edith Grotkop (Pseudonym: Edith Guetté; * 17. Oktober 1897 in Stralsund; † 14. November 1990) war eine deutsche Schriftstellerin.

## Leben
Edith Grotkop war die Tochter eines Arztes. Bedingt durch die
tierärztliche Tätigkeit des Großvaters entwickelte sie früh eine
enge Beziehung zu Tieren. Seit 1911 lebte sie mit ihrer Familie in Dresden. Ab 1928 führte Edith Grotkop die Pension ihrer Mutter in Sellin auf Rügen. Die Pension beherbergte im Zweiten Weltkrieg und in der Nachkriegszeit ein Kinderheim.
Grotkops erste Bücher erschienen Anfang der 1950er Jahre im Rostocker Hinstorff-Verlag. Nachdem die Autorin 1953 in die Bundesrepublik übergesiedelt war, veröffentlichte sie ab 1958 zahlreiche Jugendbücher. Edith Grotkops Werk besteht vor allem aus erzählenden Tierbüchern und Mädchenbüchern, wobei sie seit den 1970er Jahren vorwiegend das Genre des Pferdebuchs bediente.

## Werke
- Nick, der Seehund und andere Tiergeschichten, Rostock 1950
- Vom gelben Vogel, der braunen Bärin und anderen Tieren, Rostock 1953
- Ursa und ihre Jungen, Reutlingen 1958
- Schnurps, der Keiler vom Moorteich, Stuttgart 1959
- Hannelore und Blizzard in Australien, Göttingen 1960
- Kläff und seine Sippe, Stuttgart 1961
- Thore Isbjörn, den man den Eisbär nannte, Düsseldorf 1961
- Blizzard, Göttingen 1962
- Das Gänselisel, Göttingen 1963
- Ilse wird nie vornehm, Göttingen 1963
- Karin in Hongkong, Göttingen 1963
- Martinas vierbeiniger Freund, Balve i.W. 1963
- Haus Flunder und Villa Hering, Balve 1964
- Iris in einer anderen Welt, Balve/W. 1964
- Karin und die Entführer, Göttingen 1964
- Renate faßt es richtig an, Balve/Westf. 1964
- Alles dreht sich um Regina, Göttingen 1965
- Drei Mädel von heute, Göttingen 1965
- Glückspilz Katrin, Balve i.W. 1965
- Ein Herz für Pferde, Balve i.W. 1965
- In der unheimlichen Wassermühle, Balve i.W. 1965
- Karin und der kleine Dieb, Göttingen 1965
- Regina macht was mit, Göttingen 1965
- Überraschungen im Heidedorf, Balve/Westf. 1965
- Um Regina tut sich was, Göttingen 1965
- Ute und die "Seeräuber", Balve i.W. 1965
- Danke Monika, Balve/Westf. 1966
- Kleine Missis Langzopf, Balve/Westf. 1966
- Das Mädchen Beryll und die Wölfe, Balve i. Westf. 1966
- Ein Mädchen sieht sich selbst, Balve/Westf. 1966
- Zwei Mädchen und ihr Kanu, Balve/Westf. 1966
- Auf Gespenster ist kein Verlaß, Balve/Westf. 1967
- Aufregende Ferien, Balve/Westf. 1967
- Hurra, wir erben ein Hotel, Balve/Westf. 1967
- Lausbub Andrea, Balve/Westf. 1967
- Da machen wir nicht mit, Balve/Westf. 1968
- Ferien im Zelt, Balve/Westf. 1968
- Grüne Nixe Jessika, Balve/Westf. 1968
- Britta macht es, Balve/Westf. 1969
- Isabell als Gaunerschreck, Balve/Westf. 1969
- Ragna auf Island, Balve/Westf. 1969
- Rätsel um Petra, Balve/Westf. 1970
- Ulrike gehört zu uns, Balve/Westf. 1970
- Vier hüten ein Geheimnis, Balve/Westf. 1970
- Auf Sylke kam es an, Balve/Westf. 1971
- Herrliche Wochen im Forsthaus, Balve/Westf. 1971
- Kirstin, der Besuch aus Afrika, Balve/Westf. 1971
- Sabine auf Gestüt Landstein, Balve/Westf. 1971
- Antje und das Rabaukenkleeblatt, Balve (Westf.) 1972
- Den Kopf voller Streiche, Balve (Westf.) 1972
- Lustiges Leben auf dem Bauernhof, Balve (Westf.) 1972
- Marion und Ilka, Balve (Westf.) 1972
- Aufgepaßt, Daniela!, Balve (Sauerland) 1973
- Elke und die Pferde, Balve (Sauerland) 1973
- Die lustigen Vier, Balve (Sauerland) 1973
- Und Annette kommt doch dahinter, Balve (Sauerland) 1973
- Ferienabenteuer, Balve (Sauerland) 1974
- Ingrid ist klasse, Balve (Sauerland) 1974
- Marlis und ihr Fohlen, Balve (Sauerland) 1974
- Das Abenteuer beginnt, Eltville/Rhein 1975
- Du hast Glück, Katrin, Eltville/Rhein 1975
- Es ist was los bei Lindemanns, Balve (Sauerland) 1975
- Glückliche Ilona, Balve (Sauerland) 1975
- Immer diese Jungen, Balve/Sauerland 1975
- Monika, Eltville/Rhein 1975
- Pferde, Sonne, Ferien, Eltville/Rhein 1975
- Pferde, Sonne und weites Land, Balve (Sauerland) 1975
- Renate ist eine Wucht, Eltville/Rhein 1975
- Die Stute Tatjana, Balve (Sauerland) 1975
- Abenteuer im Kiebitzmoor, Balve/Sauerland 1976
- Aufregende Sommerwochen, Balve/Sauerland 1976
- Die Büchnerkinder in Gefahr, Balve/Sauerland 1976
- Geliebtes Shetlandpony, Menden/Sauerland 1976
- Nur ein Pony, Balve/Sauerland 1976
- Reni und die alte Mühle, Balve/Sauerland 1976
- Anja und ihr kleiner Esel, Balve/Sauerland 1977
- Eva und Lonis abenteuerliche Ferien, Menden 1977
- Kleine Pferde zum Liebhaben, Menden/Sauerland 1977
- Der Trick mit den Zwillingen, Balve/Sauerland 1977
- Ungewöhnliche Freunde, Balve/Sauerland 1977
- Ferien auf dem Land, Balve/Sauerland 1978
- Die Insel der Ponys, Balve/Sauerland 1978
- Gemeinsam geht alles besser, Balve/Sauerland 1979
- Freundschaft mit Irisa, Menden/Sauerland 1980
- Der geheimnisvolle Schatz, Menden/Sauerland 1980
- Inge und die Pferdeklinik, Menden/Sauerland 1981
- Das gefundene Pferd, Menden/Sauerland 1982
- Jutta und Mira im Land der Mustangs, Menden/Sauerland 1983
- Die Schmugglerhöhle in den Bergen, Menden/Sauerland 1983
- Eine Stute auf dem Erlenhof, Menden/Sauerland 1983
- Leoni ist begeistert, denn diese Ferien sind aufregend wie noch nie, Menden/Sauerland 1984
- Unser Indianerklub ist prima!, Menden/Sauerland 1984
- Das große Edith-Grotkop-Pferdegeschichtenbuch, Menden/Sauerland 1985
- Abenteuer mit Pferden, Menden 1991
- Anke und ihr Pony Kaspar, Menden 1991
- Ponysommer, Menden 1991
- Eine Stute findet einen Stall, Menden 1991
- Veronika hält durch, Menden 1991
- Irisa ist weg, Menden 1992
- Reiten ist herrlich!, Menden 1992